# Iona Nikitjenko
Iona Timofejevitj Nikitjenko (ryska Иона Тимофеевич Никитченко), född 28 juni 1895 i Tuslukov i Kejsardömet Ryssland, död 22 april 1967 i Moskva i Sovjetunionen, var sovjetisk huvuddomare i Nürnbergprocessen 1945–1946. Hans suppleant var Aleksander Voltjkov.
Nikitjenko hade tidigare tjänstgjort som domare under skenrättegångarna mot Lev Kamenev och Grigorij Zinovjev 1936 under ledning av Josef Stalin.
Som huvuddomare vid Nürnbergprocessen reserverade sig Nikitjenko mot att Rudolf Hess dömdes till livstids fängelse; Nikitjenko yrkade på dödsstraff. Han motsatte sig även frikännandet av Hjalmar Schacht, Franz von Papen och Hans Fritzsche.